# Djuptjärnen (Junsele socken, Ångermanland, 705898-156365)
Djuptjärnen är en sjö i Sollefteå kommun i Ångermanland och ingår i Ångermanälvens huvudavrinningsområde. Sjön har en area på 0,0634 kvadratkilometer och ligger 208 meter över havet.

## Delavrinningsområde
Djuptjärnen ingår i det delavrinningsområde (706132-156211) som SMHI kallar för Utloppet av Gösingen. Medelhöjden är 229 meter över havet och ytan är 32,67 kvadratkilometer. Räknas de 39 avrinningsområdena uppströms in blir den ackumulerade arean 390,37 kvadratkilometer. Uman (Juvanån) som avvattnar avrinningsområdet har biflödesordning 2, vilket innebär att vattnet flödar genom totalt 2 vattendrag innan det når havet efter 126 kilometer. Avrinningsområdet består mestadels av skog (58 procent) och sankmarker (25 procent). Avrinningsområdet har 3,13 kvadratkilometer vattenytor vilket ger det en sjöprocent på 9,6 procent.